# Palaiologos
Palaiologos, der også findes i engelsksproget litteratur som Palaeologus eller Palaeologue, var en byzantinsk græsk familie, der steg op til adel og producerede det sidste og længst regerende dynasti i det Byzantinske Imperium.